# Dyke Point
Der Dyke Point ist eine Landspitze von King George Island im Archipel der Südlichen Shetlandinseln. Sie liegt nördlich des Halfthree Point nahe dem südöstlichen Ende der Fildes-Halbinsel und teilt einen Strand am Ufer einer flachen und unbenannten Nebenbucht der Maxwell Bay in zwei je etwa 150 m lange Abschnitte.
Das UK Antarctic Place-Names Committee benannte sie nach den Dykes, die im Gestein der Landspitze enthalten sind.